# Tweede Vlotbrug
Tweede Vlotbrug is een buurtschap in de Nederlandse gemeente Nissewaard, in de provincie Zuid-Holland. De buurtschap ligt twee kilometer ten noordoosten van Hellevoetsluis en is genoemd naar de voormalige vlotbrug over het Kanaal door Voorne.
De buurtschap Tweede Vlotbrug heeft geen plaatsnaamborden, en ook geen gelijkluidende straatnaam, hierdoor kun je ter plekke nergens aan zien wanneer je de buurtschap binnenkomt en weer verlaat. De buurtschap omvat ongeveer 15 huizen en 35 inwoners.

## Geschiedenis
Tot en met 31 december 2014 was Tweede Vlotbrug onderdeel van de gemeente Bernisse. Op 1 januari 2015 ging de plaats samen met de gemeente op in de gemeente Nissewaard.
Hoofdplaats: Spijkenisse     
Steden: Geervliet · Heenvliet

Dorpen: Abbenbroek · Hekelingen · Simonshaven · Zuidland

Buurtschappen: Beerenplaat · Biert · Den Hoek · Tweede Vlotbrug

Zuid-Holland: Steden en dorpen    Nederland: Provincies · Gemeenten